# بودیکوتووا
بودیکوتووا (به لاتین: Bodikotuwa) یک منطقهٔ مسکونی در سری‌لانکا است که در استان مرکزی (سری‌لانکا) واقع شده‌است.